# Larry Poindexter
Lawrence Thomas Poindexter (* 16. Dezember 1959 in Dallas, Texas) ist ein US-amerikanischer Schauspieler und Sänger.

## Leben
Larry Poindexter wurde in Dallas geboren und wuchs dort auf. Er begann mit der Schauspielerei in der Collegezeit. Er lebte mit seiner Familie einige Jahre in New York City, anschließend zogen sie nach Los Angeles. Seine erste Tätigkeit erhielt er von Franklin R. Levy und Catalania Production Group als Theaterschauspieler und Produktionskoordinator. Weil er zahlreiche Theaterstücke in Los Angeles mitproduzierte, erhielt er bei den Los Angeles Ovation Awards und bei den LA Weekly Awards je eine Nominierung. Zusätzlich spielte er mit seiner Band The High Lonesome für einige Jahre im Südwesten der Vereinigten Staaten, bevor sie einen Plattenvertrag von dem Independent-Label Spark Records erhielten.
Sein Vater ist der Bühnenbildner und Tony Award Gewinner H. R. Poindexter. Larry Poindexter ist seit 2002 mit der Casting-Direktorin Carol Kritzer verheiratet und sie sind Eltern von Zwillingen.

### Karriere
Larry Poindexters Schauspielkarriere begann beim Fernsehen mit kleinen Rollen in Fernsehserien. Dem amerikanischen Publikum wurde er bekannt durch seine Rolle als Dr. Thomas Asher Thomas in der US-amerikanischen Soap General Hospital, die auf ABC gesendet wird. Anschließend spielte er 1983 in einer Episode der Serie CHiPs mit.
Es folgte danach, im selben Jahr, seine erste Anstellung in einem Film. In der Komödie Auf die Bäume Ihr Affen, der Urwald wird gefegt sah man ihn neben John Candy und Eugene Levy in einer Nebenrolle. Ein Jahr später folgte eine Nebenrolle in dem Drama Toy Soldiers von David Fisher.
Nach dem Ausflug zum Film war er 1985 in je einer Folge der Fernsehserien The Paper Chase, Silver Spoons und Crazy Like a Fox zu sehen. Im Jahr 1986 sah man Poindexter als Andre in Unser lautes Heim, als Milo Trent in Twilight Zone und in zwei Episoden des California Clan als Justin Moore. Im gleichen Jahr erhielt er eine Nebenrolle als ein Marine in dem SciFi-Horrorfilm Invasion vom Mars. Ein Jahr darauf verkörperte er die Rolle des Sergeant Charlie McDonald in American Fighter II – Der Auftrag neben Michael Dudikoff und Steve James und in Der Berserker sieht man ihn als adrett gekleideten Mann neben Robert Carradine, Billy Dee Williams und Peter Graves. 1987 folgten zwei weitere Fernsehauftritte, ein Auftritt in der Sitcom Karen’s Song als Jerry neben der Oscarpreisträgerin Patty Duke und als Teddy Overman neben David Rasche in Sledge Hammer!.
1988 erhielt Larry Poindexter seine erste Hauptrolle in der Komödie Blue Movies als Cliff. Ein Jahr darauf folgte seine zweite Hauptrolle, neben Kelly Lynch, im Filmdrama Warm Summer Rain. Nachdem er 1989 in NAM – Dienst in Vietnam als Captain Palmer zu sehen war, verkörperte er 1990 in der Serie ALF den Charakter Sergeant Armstrong in einer Folge. In Augen der Nacht (1990), einem Erotik-Thriller, sah man ihn als Bard Goldstein neben Andrew Stevens und Tanya Roberts. Anschließend verkörperte Poindexter Miker Heller in einer Hauptrolle, neben Linda Evans, in dem Fernsehfilm She’ll Take Romance. 1992 datete er sich mit Courteney Cox in dem Film Opposite Sex – Der kleine Unterschied, dabei waren Kevin Pollak als Eli und Julie Brown als Zoe zu sehen.
1993 sah man ihn als Danny Baker in zwei Folgen der Serie Melrose Place und als Ian Wilson in Bigfoot und die Hendersons in einer Folge. Im Jahr danach, verkörperte er Alex P. Keaton in Black Sheep, an der Seite von Jason Bateman. 1995 spielte er in den vier Fernsehfilmen The Skateboard Kid II, Kissing Miranda, Grid Runners – Im Wettlauf mit der Zukunft und Sorceress mit. Noch im gleichen Jahr sah man ihn als Feuerwehrmann Dave in der erfolgreichen Fernsehserie Friends und in der Direct-to-Video-Produktion Body Chemistry 4 als Simon Mitchell. Von 1995 bis 1996 stand er in 22 Episoden als Henry in Too Something vor der Kamera.
Als Casting-Director war er 1996 für die Filme Time Under Fire und Dead of Night verantwortlich, und 1997 für Strategix Command, wobei er in den Filmen auch selbst vor der Kamera stand. Für  The Shooter – Der Scharfschütze  (1997) und Black Thunder – Die Welt am Abgrund (1998) war er ebenfalls für die Castings mitverantwortlich. Zwischen den Filmen stand er in Serien vor der Kamera, darunter JAG – Im Auftrag der Ehre, Pacific Blue – Die Strandpolizei, Superman – Die Abenteuer von Lois & Clark und Party of Five.
Im Jahr 1998 wirkte er neben Hannes Jaenicke in dem Action-Thriller White Raven – Diamant des Todes mit. Darüber hinaus war er bei dem Film als „Mitproduzent“ tätig. 1999 hatte Poindexter die Rolle des Jeff in der Direct-to-Video-Produktion Judgement Day – Der jüngste Tag, neben dem Rapper Ice-T. Im Jahr 2000 stand er neben Pamela Anderson in der Serie V.I.P. – Die Bodyguards als Oliver King in einer Folge vor der Kamera, bevor man ihn im Kurzfilm Coverage als Reisenkamp sah. 2001 hatte er einen Gastauftritt als Elliot in Sabrina – Total Verhext!, bevor er als Andrew Thomas, abermals neben Ice-T und Tom Arnold, in Ablaze zu sehen war.
Größere Bekanntheit erlangte Larry Poindexter 2003 durch den Action-Thriller S.W.A.T. – Die Spezialeinheit von Regisseur Clark Johnson. Dabei verkörperte er den gehassten Captain Thomas Fuller, der seinen Mitarbeitern immer in die Quere kommt und Sgt. Harrelson (verkörpert durch Samuel L. Jackson) und dessen Truppe (u. a. Colin Farrell, Michelle Rodríguez) das Leben schwer macht. Im gleichen Jahr stand er neben Michael Dudikoff, Ice-T und Hannes Jaenicke im Film Stranded – Operation Weltraum von Regisseur Fred Olen Ray vor der Kamera. Anschließend folgten Auftritte bei Nip/Tuck – Schönheit hat ihren Preis, Für alle Fälle Amy, Will & Grace und New York Cops – NYPD Blue. 2005 war er der Gegenspieler von Emily Deschanel und David Boreanaz in Bones – Die Knochenjägerin als Senator Bethlehem in der Pilotfolge Die Frau im Teich. Im Jahr darauf folgten weitere Auftritte in Fernsehserie wie Las Vegas, CSI: NY und Crossing Jordan – Pathologin mit Profil, bevor er in der Independentproduktion Mojave Phone Booth neben Steve Guttenberg zu sehen war. Der Film wurde bei sämtlichen Film-Festivals in den Vereinigten Staaten ausgezeichnet. In Material Girls verkörperte er in einer Nebenrolle die Rolle des Fabrikmitarbeiters Sol. In den Hauptrollen sind die Geschwister Haylie und Hilary Duff als Schwestern, die eine Firma erben, zu sehen.
Danach folgten 2007–2008 Gastauftritte, unter anderem in Weeds – Kleine Deals unter Nachbarn, Without a Trace – Spurlos verschwunden und CSI: Miami, bevor Larry Poindexter den Detective Harris in Ninja Cheerleaders verkörperte. In der Filmkomödie 17 Again – Back to High School von Burr Steers sah man Poindexter im Jahr 2009 als Dean. Dabei waren Zac Efron und Leslie Mann in den Hauptrollen zu sehen.
Im Jahr 2010 sah man Larry in der Folge 99 Problems als Pastor David Gideon in Supernatural und als Joe Donovan in der Folge Perfect Week in How I Met Your Mother. Danach verkörperte er Rick Berger in acht Folgen der Serie The Hard Times of RJ Berger. Nachdem Poindexter 2004 in der Serie CSI: Den Tätern auf der Spur als Jack Clarke zu sehen war, verkörperte er im Jahr 2011 die Rolle des Claude Melvoy, in der er im Jahr darauf wiederkehrte.

## Filmografie (Auswahl)

### Filme
- 1978: Killer-Bienen II – Terror aus den Wolken (Terror out of the Sky)
- 1983: Auf die Bäume Ihr Affen, der Urwald wird gefegt (Going Berserk)
- 1986: Invasion vom Mars (Invaders from Mars)
- 1987: American Fighter II – Der Auftrag (American Ninja 2: The Confrontation)
- 1987: Der Berserker (Number One with a Bullet)
- 1988: Schwestern – Ein neuer Anfang (Nightingales)
- 1989: Der Zeitsprung (Quantum Leap), Pilotfilm von Zurück in die Vergangenheit
- 1990: Augen der Nacht (Night Eyes)
- 1996: Black Sheep
- 1996: Time Under Fire
- 1997: Steel Sharks – Überleben ist ihr Ziel (Steel Sharks)
- 1998: White Raven – Diamant des Todes (The White Rave)
- 1999: Judgement Day – Der jüngste Tag (Judgement Day)
- 2001: Stranded – Operation Weltraum (Stranded / dt. Titel: Stranded – Rettung im All)
- 2001: Midnight Vendetta – Rache um Mitternacht (Thy Neighbor’s Wife)
- 2003: S.W.A.T. – Die Spezialeinheit (S.W.A.T.)
- 2006: Material Girls
- 2009: 17 Again – Back to High School (17 Again)
- 2009: Jack an Janet Save the Planet (Fernsehfilm)

### Fernsehserien
- 1984–2017: Zeit der Sehnsucht (Days of Our Lives, Fernsehserie, 22 Episoden)
- 1986: Unser lautes Heim (Growing Pains, Folge The Love Song of M. Aaron Seaver)
- 1986: Twilight Zone (The Twilight Zone, Folge Cold Reading)
- 1986: California Clan (Santa Barbara, 2 Episoden)
- 1989: NAM – Dienst in Vietnam (Tour of Duty, Folge Sealed with a Kiss)
- 1990: Alf (Folge, Consider Me Gone)
- 1993: Melrose Place (zwei Folgen)
- 1995: Friends (Folge The One with the Cnady Hearts)
- 1995–1996: Too Something (22 Folgen)
- 1996: Superman – Die Abenteuer von Lois & Clark
- 1997–1998: JAG – Im Auftrag der Ehre (JAG, sieben Folgen)
- 2000: V.I.P. – Die Bodyguards (V.I.P., Folge Loh-Down Dirty Shame)
- 2001: Sabrina – Total Verhext! (Sabrina, the Teenage Witch, Folge Do You See What I See?)
- 2002: The Agency – Im Fadenkreuz der C.I.A. (The Agency, Folge The Enemy Within)
- 2004–2012: CSI: Den Tätern auf der Spur (CSI: Crime Scene Investigation, Folgen Bad Words, Targets of Obsession und Altered Stakes)
- 2004: Nip/Tuck – Schönheit hat ihren Preis (Nip/Tuck, Folge Joel Gideon)
- 2004: Für alle Fälle Amy (Judging Amy, Folge Legacy)
- 2004: Will & Grace (Folge The Newlydreads)
- 2004: New York Cops – NYPD Blue (NYPD Blue, zwei Folgen)
- 2005: Bones – Die Knochenjägerin (Bones, Pilotfolge)
- 2005: CSI: NY (Folge Grand Murder at Central Station)
- 2006: Las Vegas (Folge The Bitch Is Back)
- 2006: Crossing Jordan – Pathologin mit Profil (Crossing Jordan, Folge Mysterious Ways)
- 2006: Blade – Die Jagd geht weiter (Blade: The Series, acht Folgen)
- 2007: Without a Trace – Spurlos verschwunden (Without a Trace, Folge One Wrong Move)
- 2007: Weeds – Kleine Deals unter Nachbarn (Weeds, Folge Go)
- 2008: CSI: Miami (Folge, Bombshell)
- 2008–2010: Ganz schön schwanger (zwei Folgen)
- 2010: Supernatural (Folge, 99 Problems)
- 2010: How I Met Your Mother (Folge, Perfect Week)
- 2010: The Hard Times of RJ Berger (acht Folgen)